# 中松盛雄

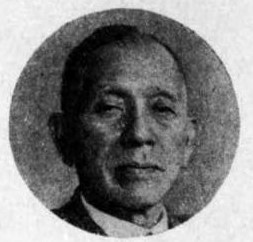
中松盛雄

中松 盛雄（なかまつ もりお、1865年11月20日〈慶応元年10月3日〉 - 1952年〈昭和27年〉7月21日）は、日本の官僚、弁護士、弁理士。第9代特許局長。日本基督教会理事長。化学工業協会会長。族籍は和歌山県士族。

## 略歴
中松克正の二男。1891年（明治24年）帝国大学法科大学英法科（現東京大学法学部）を卒業。農商務省に入る。1907年（明治40年）12月25日から1913年（大正2年）6月13日まで第9代特許局長を務めた。退官後、1914年（大正3年）に弁護士・弁理士登録し、同年7月1日に現在の中村合同特許法律事務所の前身にあたる中松特許法律事務所を開設した。日本共立火災保険取締役を兼ねる。
1952年（昭和27年）7月、肺炎により死去した。

## 人物
南方熊楠とは旧制和歌山県立和歌山中学校で先輩・後輩の間柄（中松が南方の1年先輩）で親交があり、渡米中の南方と交換した書簡が残っている。住所は東京市外入新井町新井宿。

## 家族・親族
中松家
- 父・克正（和歌山県士族）[5]
- 妹・ヒデノ（1868年 - ?、分家）[5]
- 妻・秀（1876年 - ?、和歌山県士族、加藤杲の長女）[5]
- 長男・澗之助[5]（1895年 - 1973年、弁護士、弁理士、元日本弁護士連合会会長、元日本弁理士会会長、元国際工業所有権保護協会日本部会会長）
- 男・節二郎（1897年 - ?、和歌山県人・二宮壮太郎の養子となる）[5]
- 男・喬三郎（1899年 - ?）[5]
- 男・粱四郎（1906年 - ?、明治製糖会社会社員）[4][5]
- 長女・蔦子（1909年 - ?、東京地方裁判所判事・村松俊夫の妻）[3][4][5]
- 女・和子（1919年 - ?）[5]
- 孫[3]

親戚
- 義父・加藤杲（銀行家、政治家・和歌山市長）